# Fisklössjön (Offerdals socken, Jämtland)
Fisklössjön är en insjö i Oldfjällen i Offerdals socken, Krokoms kommun, Jämtland. Sjön består av två sammanhängande sjöar, Övre Fisklössjön och Nedre Fisklössjön. Mellan Fisklössjön och Övre Oldsjön ligger bland annat Fisklöstjärnen. 
Sjön avvattnas genom Fisklösån till Yttre Oldsjön och därefter genom Långan till Landösjön och Indalsälven. Vid tillkomsten av Oldens kraftverk reglerades Övre Lill-Mjölkvattnet och Övre Oldsjön, dit vatten överleddes från Fisklössjön.